# 東京染色美術専門学校
東京着物染色美術専門学校（とうきょうきものせんしょくびじゅつせんもんがっこう）は、東京都の専修学校。目黒区にキャンパスを持つ。

## 沿革
- 1968年 東京着物染色学院設立
- 1969年 校舎完成 東京染色美術学院
- 1975年 中目黒に移転
- 1979年 校舎完成（現校舎）
- 1980年 専修学校認可 専門学校 東京染色美術学院
- 1998年 東京染色美術専門学校 改名
- 2010年 東京着物染色美術専門学校 改名
- 2015年 廃止

## 特色
着物染色を学校教育制度にした初めての学校。徹底した少人数制による本格的な着物染色教育を行っている。

## 設置学科
- 着物染色工芸科3年
- 着物染色工芸科4年

- テキスタイル科（2010廃止）
- 美術科（2010廃止）

## 所在地
〒153-0051 東京都目黒区上目黒3-10-8
最寄り駅は、東急東横線・東京メトロ日比谷線中目黒駅